# Hydraecia argillago
Hydraecia argillago là một loài bướm đêm trong họ Noctuidae.